# Weltjugendtag 2023
Der XXXVII. Weltjugendtag fand vom 1. bis 6. August 2023 in Lissabon statt. Weltjugendtage sind internationale Jugendtreffen der römisch-katholischen Kirche. Nach dem XXXIV. Weltjugendtag in Panama-Stadt im Jahr 2019 lud Papst Franziskus zunächst für 2022 nach Portugal ein. Im April 2020 wurde der Weltjugendtag aufgrund der COVID-19-Pandemie vorsorglich in das Jahr 2023 verschoben.
Im Mai 2023 erschien eine Briefmarke der Vatikanischen Post zum Weltjugendtag 2023; sie zeigte Papst Franziskus, wie er eine Gruppe von Kindern zum Denkmal der Entdeckungen in Lissabon führt. Nach Protesten, dieses Denkmal stehe für die portugiesische Kolonialgeschichte und sei unter Diktator Salazar errichtet worden, zog die Post die Briefmarke zurück.